# Grace Chatto
Grace Chatto (née le 10 décembre 1985) est une musicienne et chanteuse anglaise qui est violoncelliste, choriste et chanteuse principale occasionnelle du groupe de musique électronique Clean Bandit.

## Biographie
Chatto a fréquenté l'école Latymer et la Westminster School , ainsi que la Royal Academy of Music. Elle a étudié les langues modernes au Jesus College de Cambridge , où elle a rencontré les membres fondateurs du groupe Jack Patterson et Neil Amin-Smith, avec qui elle a joué dans un quatuor à cordes. Chatto parle couramment le russe.

## Récompenses et réalisations
Le single de Clean Bandit de 2010, Mozart's House, a atteint la 17e place du UK Singles Chart lors de sa réédition en 2013. Chatto occupait un poste de professeur de violoncelle dans une école lors de sa première sortie, et son apparition dans le clip vidéo - dans lequel elle apparaissait en sous-vêtements avec un violon obstruant sa poitrine - l'a incitée à être renvoyée après qu'un parent s'est plaint. En janvier 2014, ils ont obtenu leur premier single en tête des charts britanniques avec « Rather Be », une collaboration avec Jess Glynne, comprenant des éléments de musique classique et de danse. La chanson a également atteint la 10e place du Billboard Hot 100 américain.
Avec les autres membres de Clean Bandit, Jack Patterson et Luke Patterson, elle a remporté un Grammy Award du meilleur enregistrement de danse 2015 pour le morceau Rather Be et a été nommée pour deux Brit Awards en 2015 et 2017.
Chatto a réalisé le clip du single Rockabye de Clean Bandit en 2016, qui met en vedette le rappeur Sean Paul et la chanteuse Anne-Marie, et est devenu leur deuxième hit numéro un au Royaume-Uni, devenant le single numéro un de Noël pour 2016 dans sa septième semaine consécutive au numéro un. Chatto a également réalisé le clip du single Symphony de Clean Bandit en mars 2017, qui contenait un orchestre entier, avec des membres de Clean Bandit jouant parmi eux avec Zara Larsson au chant principal.

## Autres projets
Grace Chatto avec Clean Bandit en concert à Rome, en Italie, le 28 juin 2017.
Chatto et Jack Patterson ont créé leur propre société de production cinématographique, Cleanfilm, pour réaliser des clips vidéo pour eux-mêmes et d'autres artistes. Chatto a produit et réalisé des vidéos avec Jack Patterson depuis la création du groupe.
Chatto, avec son père, a formé un groupe de violoncellistes chanteurs appelé les Massive Violins, avec lesquels elle se produit toujours.
Le 13 novembre 2020, Chatto a été présenté sur « Stop Crying Your Heart Out » dans le cadre du single caritatif Children in Need de BBC Radio 2 Allstars. Le single a fait ses débuts au numéro 7 du classement officiel des singles britanniques et au numéro 1 du classement officiel des ventes de singles britanniques et du classement officiel des téléchargements de singles britanniques.